# Marronadas 66
Marronadas 66 fue un programa humorístico argentino de 1966  dirigido por Luis Weintraub y Julio Porter, guion de Horacio Martínez y encabezado por  el gran cómico José Marrone con gran elenco.
La escenografía dependía de Caldentey y la iluminación estaba a manos de Néstor Montalenti y la musicalización de Oscar Sabino. Tuvo como productora a la famosa, en aquel momento, Proartel.
El elenco estable estaba formado por Luisina Brando, Carlos Scazziotta, Ricardo Cánepa, Estela Vidal, Amalia Ambrosini, Santiago Scally y Zulma Grey.

## Historia
Se trató de un programa cómico semanal que se emitió todos los miércoles a las 21.30 hs por Canal 13, con una duración de media hora donde se transmitían diferentes scketch ("El pintor", "El músico", "La panadería", "El portero", "El inquilino", "El gaucho", entre otros) y chistes (algunos verdes y otros violetas) que caracterizaban a Pepe Marrone.

## Elenco
- José Marrone
- Luisina Brando
- Carlos Scazziotta
- Ricardo Cánepa
- Amalia Ambrosini
- Carlos Bianquet
- Estela Vidal
- Zulma Grey
- Santiago Scally
- Juana Karsch
- Ricardo Moreno[4]
- Quinteto "Tangorama"

### FICHA TÉCNICA
- Libro: Arminda Martínez
- Dirección musical: Oscar Sabino
- Escenografía: Caldentey
- Iluminación: Néstor Montalenti
- Dirección: Luis A. Weintraub